# Odontogênese
Odontogênese é período em que os dentes são formados, dentro do osso:  maxila  e mandibula. A dentição decídua  (de leite)  é formada na gestação, durante a fase embrionária do ser humano:  o germe dental está dentro do "saco dentário",( na mandíbula e maxila) espécie de  uma bolsa embrionário do dente, onde começa primeiro a formação do esmalte do dente, e já podemos ver o contorno da coroa do dente. Quando há o nascimento do bebê, esse germe dental está com a coroa dental totalmente formada, e então começa o desenvolvimento da raiz, ainda dentro do saco dentário. A raiz vai desenvolvendo, o saco dentário  dá origem ao periodonto de sustentação e o dente vai erupcionando ao mesmo tempo em que se forma o osso alveolar, o osso alveolar existirá apenas se houver formação de dente. A raiz do dente de leite é totalmente desenvolvida, quando o dente já está na boca, a mastigação é que estimula a erupção dos dentes e o término do desenvolvimento da raiz. A raiz do dente de leite, é uma guia para o nascimento dos dentes permanentes. Se, o dente de leite (decíduo)não se desenvolver, o dente permanente também não se desenvolverá (Agenesia).
A odontogênese dos dentes permanentes é da mesma forma, inicia-se no primeiro ano de vida da criança. Há o saco dentário (ou folículo), ele fica situado na mandíbula e na maxila. Onde existem dentes de leite, o saco dentário fica situado ao redor do germe dentário do dente, no total de 20 dentes e 20 sacos dentários de dentes decíduos e 32 de permanentes; com o estímulo da mastigação, o processo de desenvolvimento do dente permanente é igual ao de leite, quando inicia-se a formação da raiz, o dente de leite fica mole, porque o permanente vai nascendo, reabsorve a raiz do dente de leite ( é por esse motivo que o dente de leite fica mole, a sua raiz vai sendo reabsorvida quando o dente permanente inicia o seu processo de crescimento). As pessoas acham que o dente de leite não possui raiz, mas tem. Então com a queda do dente de leite, o permanente já está com sua coroa totalmente formada, não há mais o saco dentário, e a raiz vai terminando a sua formação, através do estímulo da mastigação.
Os outros dentes permanente, no total de 8,  que não possuem os antecessores de leite, são os molares permanentes, eles também possuem o saco dentário, ou folículo dentário onde se realiza o desenvolvimento do dente - a odontogênese. A erupção deles também é estimulada pela mastigação. Cada grupo de dentes, tem sua fase de desenvolvimento. Em uma radiografia panorâmica, podemos observar num paciente, várias fases de desenvolvimento (odontogênese.

## Introdução à Odontogênese
Para dar fundamento ao processo de indução recíproca e ao surgimento dos ameloblastos e odontoblastos, é preciso ter um conhecimento prévio das fases de desenvolvimento dentário e como elas se dão.
Quando o embrião está por volta da 6º à 7º semana de vida intrauterina, certas áreas do epitélio oral começam a se proliferar numa proporção mais rápida do que as células das áreas adjacentes, formando a banda epitelial primária.
Isso ocorre devido a estímulos produzidos à partir da migração de células da região da crista neural para o mesênquima que se localiza logo abaixo do revestimento epitelial da cavidade oral primitiva (estomodeo) do embrião.
Esse evento migratório formará um tecido especial, originador da maior parte dos elementos conjuntivos da região craniofacial, o  ectomesênquima.
As células epiteliais da camada basal, então, se multiplicam, invaginando-se em direção ao ectomesênquima.
Essa estrutura formada a partir do epitélio oral recebe o nome de Banda epitelial primária. 
A borda dessa banda logo se divide em dois processos: um direcionado mais para a porção vestibular, recebendo a denominação de lâmina vestibular, e outro direcionado mais profundamente (para a face lingual ou palatina) conhecido como Lâmina Dentária. 
Ao longo do comprimento da lâmina dentária, a atividade proliferativa contínua levará a formação de uma série de esférulas epiteliais localizadas - 10 pontos no arco superior e 10 pontos no arco inferior - que correspondem às posições dos futuros dentes decíduos. 
A lâmina vestibular não é tão maciça como a lâmina dentária e as suas células centrais sofrem degeneração formando um sulco, chamado fundo de sulco vestibular.
À medida que este sulco vai progredindo em profundidade e extensão, o rebordo alveolar propriamente dito vai sendo modelado. 
A lâmina vestibular formará o vestíbulo oral entre a porção alveolar dos maxilares, os lábios e bochechas.
A partir do surgimento da lâmina dentária, essas tumefações sofrerão várias diferenciações e passarão por intensas fases de crescimento, caracterizando as etapas típicas da odontogênese, que são as fases de botão, capuz e campânula; dispostas em suas devidas ordens cronológicas. A fase de campânula tem duas subdivisões: A fase de coroa e a fase de raiz ou campânula avançada. Para o estudo da indução recíproca, serão abordadas com mais ênfase apenas as fases de botão (ou proliferativa), capuz (ou de casquete) e campânula (ou sino), sendo nessa última onde ocorre o processo em pauta.

### Desenvolvimento do germe dental
Fase de Botão
Representa o esboço inicial da fase do desenvolvimento do órgão dentário.
Nesta etapa, o ectoderma forma maciços celulares arredondados em 10 pontos diferentes da lâmina dentária, que correspondem à posição dos futuros dentes decíduos, em cada futuro arco dentário, superior e inferior.
A formação dos botões dentários tem início num embrião de 23 mm, aproximadamente. 
Os botões correspondentes aos vários dentes surgem em períodos diferentes na lâmina dentária. 
Os primeiros a aparecerem são da região anterior da mandíbula, que corresponderão aos futuros incisivos inferiores, logo, na maioria dos indivíduos, esses são os primeiros elementos dentários a surgirem.
Nos botões dentários, as células apoiadas na lâmina basal, estão em continuidade com as células da camada basal do epitélio da mucosa bucal.
Nesta fase o germe dentário aumenta de volume, pois, verifica-se uma atividade mitótica muito grande com rápida proliferação, tanto do epitélio como das células ectomesenquimais, que estão condensadas ao redor do botão dentário.
As células centrais do botão são caracterizadas por seu formato poligonal, enquanto as da periferia são cilíndricas.
Fase de Capuz
Nessa fase, o botão dentário continua seu desenvolvimento, porém, um crescimento desigual desencadeia a formação de bordas, tornando a estrutura semelhante a um capuz, que denomina a etapa.
Observa-se no germe dentário uma intensa atividade mitótica das células derivadas do epitélio oral.
Na região do ectomesênquima, a discreta condensação de suas células torna-se mais visível, que é intensificada pelo aumento da produção de tenascina e sindecan-I.
A concavidade que se forma no germe é produto da resistência desse ectomesênquima condensado à proliferação do tecido derivado do epitélio.
No estágio de Capuz devido aos seus altos índices de crescimento, o germe apresenta uma divisão tissular.
A porção epitelial que a partir dessa fase apresenta várias regiões distintas é denominada órgão do esmalte.
As células localizadas na região da concavidade adjacente à condensação ectomesenquimal constituem o epitélio interno do órgão do esmalte, já as que se localizam na face convexa do germe dentário, ainda ligadas ao epitélio oral, constituem o epitélio externo do órgão do esmalte.
Entre os epitélios interno e externos, na parte interna do órgão do esmalte, encontram-se células distribuídas num grande volume de matriz extracelular rica em proteoglicanas.
Essas células apresentam formato de estrela devido a prolongamentos que estabelecem comunicação por desmossomos.
Essa região recebe o nome de retículo estrelado.
Na parte externa do órgão do esmalte, observa-se logo abaixo o epitélio interno do órgão do esmalte, a condensação ectomesenquimal, que recebe o nome de papila dentária e futuramente dará origem ao complexo dentino-pulpar.
As células que circundam o germe dentário e a papila dentária sofrem uma discreta condensação formando uma cápsula ao redor dessas estruturas, isolando-as do restante do ectomesênquima.
Essa região é denominada saco dentário, que originará o periodonto de inserção.
Ainda nessa região, capilares invadem a região do saco dentário, principalmente nas proximidades do epitélio externo do órgão do esmalte, dando sustentação nutricional ao alto nível de crescimento.
Fase de Campânula
Nesse estágio, o órgão do esmalte se aprofunda e sua margem continua a crescer e dessa forma a estrutura toma a forma de um sino.
Nas bordas do germe dentário, a união das células do epitélio interno e externo do órgão do esmalte dará origem a uma estrutura denominada alça cervical, antecessor da bainha de Hertwig, importante estrutura dentária na formação do periodonto de inserção. 
Até então, o germe dentário possuía uma comunicação com o epitélio oral através da lâmina dentária. 
Na fase de campânula, essa região se desintegra, onde permanecem  apenas restos epiteliais dessa conexão, dando origem ao Canal Gubernacular, estrutura de importância significativa na erupção do elemento dentário.
A cripta óssea inicia sua formação, com o estabelecimento do osso basal. 
Com a microscopia óptica é possível a identificação de quatro tipos celulares na região do órgão do esmalte:  As células que formam o epitélio externo, o retículo estrelado , o epitélio interno e há o surgimento de uma nova faixa de 3 à 2 camadas de células pavimentosas que se localizam entre o epitélio interno e o retículo estrelado, denominada estrato intermédio.
Essa estrutura dará início aos processos que marcam essa fase, que é a justamente a morfo e a histodiferenciação. 
Como principal evento, destaca-se a indução recíproca entre pré-ameloblastos e odontoblastos.
A inversão polar é uma etapa de um processo de diferenciação que envolve ameloblastos e odontoblastos no final da fase de campânula. A partir da maturação dessas células, tecidos dentários fundamentais como dentina e esmalte podem ser sintetizados. Esse fenômeno é conhecido como indução recíproca, onde há grande participação dos microtúbulose componentes que mantêm o estroma celular.

## O Mecanismo indutor
Com o aparecimento do estrato intermédio, através de fatores de crescimento, as células do epitélio interno do órgão do esmalte, que são naturalmente cúbicas, passam a ser induzidas a se tornarem cilíndricas, aumentando de tamanho.
Esse fato biológico é o que marca o início de um processo denominado inversão polar, onde o seu núcleo, anteriormente localizado próximo à membrana basal, migrará até atingir o pólo contrário da célula, ficando mais próximo do estrato intermédio.
Com essa migração celular, estruturas como o complexo golgiense e o retículo endoplasmático rugoso são também induzidos a acompanhar essa troca de posição, visto que a rede de microtúbulos, quando sofre algum tipo de remodelação, altera o posicionamento das organelas que são fixas a essa estrutura e também do arcabouço externo da célula, como aconteceu no evento citado acima.
A partir do momento que a inversão se completa, essas células se tornam pré-ameloblastos, uma fase antecessora das células secretoras da matriz orgânica do esmalte.
Nas estruturas celulares ectomesenquimais da papila dentária que se localizam logo abaixo  dos pré-ameloblastos , uma inversão polar também pode ser observada, tornando essas células, pré-odontoblastos.
Esses começam a secretar a primeira camada de dentina do elemento dentário, denominada dentina do manto, um tecido pouco mineralizado e rico em vesículas da matriz.
Após fases de interrupção e retomada de produção, são formadas cúspides no epitélio interno do órgão do esmalte, dando forma à coroa dentária em questão. 
Após essa formação, os pré-odontoblastos maturam-se  em odontoblastos, que através de fatores de crescimento, induzem os pré-ameloblastos a se diferenciarem em ameloblastos que, finalmente, secretarão a primeira camada de esmalte do dente.

## Movimentação das Organelas
A relativa instabilidade dos microtúbulos permite que eles passem por uma remodelação rápida e contínua; esse fenômeno é essencial para o funcionamento dos microtúbulos.
Esta característica é essencial para o processo de divisão celular, pois o fuso mitótico é normalmente mantido por um balanço entre adição e perda de subunidades de tubulina.
Para que o funcionamento do fuso, os microtúbulos devem ser capazes não somente de associarem como também de se dissociarem.
Em uma célula normal, como consequência da instabilidade dinâmica, o centrossomo (centro organizador), o qual está envolvido no posicionamento das organelas, permanece continuamente lançando e retraindo novos microtúbulos em diferentes direções, de forma exploratória.
Pode-se evitar a dissociação de um microtúbulo em crescimento a partir  do centrossomo se sua extremidade mais for de algum modo permanentemente estabilizada pela sua ligação a outra molécula ou estrutura celular, evitando assim a despolimerização da tubulina.
Essa estratégia simples de exploração aleatória e estabilização seletiva permite que o centrossomo e outros centros organizadores estabeleçam um sistema altamente organizado de microtúbulos que conecta compartimentos selecionados.
A partir do momento em que a célula adota uma estrutura fixa definida, a instabilidade dinâmica dos microtúbulos de uma célula é frequentemente suprimida por proteínas que se ligam às extremidades dos microtúbulos ou ao longo destes e os estabilizam contra a dissociação, dessa forma eles mantêm a organização celular.
A maioria das células animais diferenciadas apresenta polimerização, uma extremidade da célula é estrutural ou funcionalmente diferente da outra.
A polaridade da célula é um reflexo dos sistemas de microtúbulos polarizados em seu interior, que auxiliam a posicionar as organelas nas regiões onde estas são necessárias e a guiar as vias de trânsito que se movem entre os diferentes compartimentos da célula.
Os microtúbulos nas células vivas não atuam isoladamente, seu funcionamento depende das proteínas acessórias que se ligam aos microtúbulos e desempenham diferentes tarefas.

### Proteínas Motoras
Os microtúbulos e os filamentos de actina estão envolvidos em movimentos saltatórios e outros movimentos intracelulares direcionados em células eucarióticas.
Esses movimentos são gerados por proteínas motoras, que se ligam aos filamentos de actina e os microtúbulos e utilizam energia derivada de ciclos repetidos de hidrólise de ATP para viajar constantemente ao longo dos filamentos de actina e dos microtúbulos em uma única direção.
As proteínas motoras que se movem sobre microtúbulos citoplasmáticos, pertencem a duas famílias: as cinesinas geralmente se movem rumo à extremidade mais do microtúbulo (a partir do centrossomo; rumo à periferia), ao passo que as dineínas se movem em direção à extremidade menos (rumo ao centrossomo).
Tanto as cinesinas quanto as dineínas possuem duas cabeças globulares de ligação à ATP e uma cauda.
As cabeças interagem com os microtúbulos de maneira esteroespecífica, de tal forma que a cinesina apenas se conectará a um microtúbulo se estiver “apontando” para a direção correta.
A cauda de uma proteína motora geralmente se liga de forma estável a algum componente celular, tal como uma vesícula ou uma organela e, desse modo, determina o tipo de carga que a proteína motora pode transportar.
As cabeças globulares das cinesinas e dineínas são enzimas com atividade de hidrólise de ATP.
Essa reação fornece a energia para um ciclo de alterações conformacionais na cabeça que permitirá que esta se mova sobre o microtúbulo percorrendo um ciclo de ligação, liberação e religação ao microtúbulo.
Os microtúbulos e suas proteínas motoras associadas desempenham um importante papel no posicionamento de organelas delimitadas por membrana no interior de uma célula eucariótica.
Na maioria dos animais, os túbulos do retículo endoplasmático alcançam praticamente os limites da célula, ao passo que o aparelho de Golgi se localiza no interior da célula, próximo ao centrossomo. Tanto o retículo endoplasmático quanto o aparelho de Golgi dependem dos microtúbulos para seu posicionamento e alinhamento.
Na medida em que a célula se desenvolve e o retículo endoplasmático cresce, cinesinas ligadas à superfície externa da membrana do retículo puxam-na ao longo dos microtúbulos, esticando-a como se fosse uma rede.
Dineínas puxam o aparelho de Golgi na direção oposta, sobre os microtúbulos, rumo ao centro da célula.
O posicionamento normal dessas organelas é provavelmente mediado via proteínas receptoras em suas membranas, as quais se ligam às proteínas motoras, cinesinas, no caso do retículo endoplasmático, e dineínas, no caso do aparelho de Golgi.